# Moruga thorsborneorum
Moruga thorsborneorum är en spindelart som beskrevs av John Earle Raven 1994. Moruga thorsborneorum ingår i släktet Moruga och familjen Barychelidae.
Artens utbredningsområde är Queensland. Inga underarter finns listade i Catalogue of Life.